# IC 70
IC 70 ist eine linsenförmige Galaxie vom Hubble-Typ SAB0 im Sternbild Walfisch am Südsternhimmel. Sie ist rund 853 Millionen Lichtjahre von der Milchstraße entfernt und hat einen Durchmesser von etwa 75.000 Lichtjahren.
Im selben Himmelsareal befindet sich u. a. die Galaxie IC 1607.
Das Objekt wurde am 7. November 1891 vom französischen Astronomen Stéphane Javelle entdeckt.